# Лазьки (Лубенський район)
Ла́зьки —  село в Україні, у Хорольській міській громаді Лубенського району Полтавської області. Населення становить 201 осіб. До 2020 орган місцевого самоврядування — Мусіївська сільська рада.

## Географія
Лазьки знаходиться за 3 км від лівого берега річки Сула, вище за течією на відстані 0,5 км розташоване село Мусіївка, нижче за течією на відстані 2 км розташоване село Худоліївка, на протилежному березі - село Лукім'я. Річка в цьому місці звивиста, утворює лимани, стариці та заболочені озера.

## Історія
12 червня 2020 року, відповідно до розпорядження Кабінету Міністрів України № 721-р «Про визначення адміністративних центрів та затвердження територій територіальних громад Полтавської області», село увійшло до складу Хорольської міської громади..
19 липня 2020 року, в результаті адміністративно - територіальної реформи та ліквідації Хорольського району, село увійшло до складу новоутвореного Лубенського району.